# Deborah Sampson
Deborah Sampson Gannett, més coneguda com a Deborah Samson o Deborah Sampson (Plymouth, Massachusetts, 17 de desembre de 1760 - Sharon (Massachusetts), 29 d'abril de 1827), va ser una dona que va participar com a soldat en la Revolució Americana, i una de les primeres professores del país.

## Biografia
Deborah Sampson va ser una dona de Massachusetts que es va disfressar d'home per servir en l'exèrcit continental durant la guerra revolucionària nord-americana. És una de les poques dones amb un registre documentat d'experiència militar de combat en aquesta guerra. El maig de 1782 va entrar a formar part del 4t Regiment de Massachusetts sota el nom de "Robert Shirtliff", també anomenada Shirtliffe o Shurtleff, on va lluitar durant 17 mesos. Sobrenomenada "Molly" per les seves característiques sense barba, va lluitar en nombrosos combats i va rebre ferides d'espasa i mosquetó. Mentre estava com a assistent del general John Patterson, va agafar unes febres, i al reconeixement mèdic es va descobrir la seva identitat. i el 1783 va ser donada d'alta amb honor per l'exèrcit.
El 1784 o el 1785 es va casar amb Benjamin Gannett, un granger de Massachusetts, i posteriorment va rebre una petita pensió pel Congrés. Un informe de la seva experiència de guerra, The Female Review, es va publicar el 1797, i el 1802 va començar a fer conferències sobre les seves experiències, concloent el seu discurs vestint-se amb uniforme de soldat i realitzant el manual d'armes. Es pot dir que va ser la primera dona a parlar professionalment als Estats Units. El 1838 el Congrés dels Estats Units va aprovar un acte que proporcionava pensió militar completa als seus hereus.